# Tour de Ski 2016/2017
Tour de Ski 2016/2017 genomfördes under perioden 31 december 2016 till 8 januari 2017. Touren ingick i världscupserien och vanns av Sergej Ustiugov från Ryssland på herrsidan och Heidi Weng från Norge på damsidan.
Denna upplaga av Tour de Ski var den elfte i ordningen, och bestod av totalt sju lopp som kördes i tre olika länder. Vinnarna utsågs som vanligt efter den sista etappens karaktäristiska klättring uppför slalombacken Alpe Cermis i Val di Fiemme i italienska alperna.
Regerande segrare från 2016 var Therese Johaug och Martin Johnsrud Sundby, båda från Norge.

## Resultat

### Slutställning

#### Herrar[4]
| Placering | Namn                         | Tid       |
| --------- | ---------------------------- | --------- |
| 1         | Sergej Ustiugov (RUS)        | 3.24.47,9 |
| 2         | Martin Johnsrud Sundby (NOR) | +1.02,9   |
| 3         | Dario Cologna (SUI)          | +1.19,1   |
| 4         | Maurice Manificat (FRA)      | +1.26,9   |
| 5         | Matti Heikkinen (FIN)        | +1.31,3   |
| 6         | Marcus Hellner (SWE)         | +2.05,8   |
| 7         | Alex Harvey (CAN)            | +2.39,7   |
| 8         | Simen Hegstad Krüger (NOR)   | +3.27,2   |
| 9         | Hans Christer Holund (NOR)   | +3.50,4   |
| 10        | Niklas Dyrhaug (NOR)         | +4.24,9   |

#### Damer[5]
| Placering | Namn                           | Tid       |
| --------- | ------------------------------ | --------- |
| 1         | Heidi Weng (NOR)               | 2.27.39,4 |
| 2         | Krista Pärmäkoski (FIN)        | +1.37,0   |
| 3         | Stina Nilsson (SWE)            | +1.54,4   |
| 4         | Ingvild Flugstad Østberg (NOR) | +2.04,3   |
| 5         | Jessie Diggins (USA)           | +3.09,0   |
| 6         | Kerttu Niskanen (FIN)          | +4.18,2   |
| 7         | Anne Kyllönen (FIN)            | +4.27,7   |
| 8         | Nathalie von Siebenthal (SUI)  | +4.39,5   |
| 9         | Teresa Stadlober (AUT)         | +4.44,1   |
| 10        | Julija Tjekaljova (RUS)        | +4.58,7   |